# ويندوز فون 8
 ويندوز فون 8 هو الجيل الثاني من نظام ويندوز فون للهواتف المتحركة من مايكروسوفت . تم إصدار هذا النظام في 29 أكتوبر 2012 وهو مثل الجيل السابق يعرض واجهة تسمى بواجهة الميترو أو كما تسميها مايكروسوفت الواجهة العصرية ( Modren UI ) .
تم استبدال النواة Windows CE والتي استخدمت في نظام ويندوز فون 7 بنواة WIndows NT Kernal في نظام ويندوز فون 8 ولهذا الهواتف التي تعمل بإصدارات ويندوز فون 7 وإصداراتها اللاحقة لا يمكن ترقيتها إلى نظام ويندوز فون 8 , وأيضاً التطبيقات التي يتم برمجتها لويندوز فون 8 لا يمكنها العمل على ويندوز فون 7 إلا إذا أراد مطورو هذه التطبيقات توفيرها لنظام ويندوز فون 7 .
حالياً الشركات التي تقوم بصنع هواتف تضم نظام الويندوز فون 8 هي : نوكيا و سامسونج و اتش تي سي و هواوي , وتعتبر نوكيا هي صاحبة النصيب الأكبر من حصة نسبة إنتشار الهواتف العاملة بنظام ويندوز فون 8 .

## التطوير
في 20 يونيو 2012 كشفت مايكروسوفت عن النظام والذي أطلق عليه الاسم الرمزي (أبولو) وهو الجيل الثاني من نظام ويندوز فون للهواتف المتحركة
على أن يصدر لاحقاً في نفس العام، تم استبدال نواة windows CE في هذه الإصدارة بالنواة Windows NT Kernal والذي يتشارك بالكثير من الملفات مع نظام الويندوز 8 للحواسيب مما يُمَكٍّن المطورين من تطوير ونقل التطبيقات لكلا النظامين بسهولة .
نظام ويندوز فون 8 يدعم دقة الشاشات هذه "WVGA 800x480" و "WXGA 1280x768" و "HD 1280x720" هذا وسيتم دعم الشاشات
ذات الدقة "Full HD 1920×1080 " وذلك بعد صدور التحديث GDR3 قبل نهاية عام 2013 .
ويدعم النظام كذلك المعالجات المتعددة الأنوية وتعدد المهام و إن إف سي ( يستخدم في مشاركة البيانات وخدمات الدفع الآلي) ويدعم كذلك عمل التطبيقات التي تم تطويرها للعمل على نظام ويندوز فون 7 ( لا يمكن حصول العكس إلا إذا قام مطورو التطبيقات بتوفيره لنظام ويندوز فون 7 ),
و التعامل مع الذواكر الخارجية.
تم تطوير الشاشة الرئيسية التي تحتوي على أيقونات تم تسميتها بالبلاطات الحية يتم تغيير حجمها حسب رغبة المستخدم بثلاثة أحجام مختلفة
و أهم ميزة لهذه البلاطات أنها تفاعلية وغ تقوم بعرض معلومات التطبيق عليها وتقوم بالتحديث دائماً وتقوم بعرض إشعارات التطبيق ويمكن كذلك
إيقاف هذه الميزة.
تم استحداث وتطوير تطبيق المحفظة الإلكترونية (Wallet) وتم دمج خدمات الدفع بواسطة NFC وكذلك خدماتالدفع بواسطة قسائم الإلكترونية
وتم كذلك دعم تطبيقات الصوت عبر بروتوكول الإنترنت ضمن النظام بالإضافة إلى أن ويندوز فون 8 سيدعم تطوير تطبيقات لدعم قطاع الأعمال والمشاريع ,
وكذلك يدعم التحديث الهوائي للنظام عبر WI-FI هذا بالإضافة إلى أن أجهزة الويندوز فون 8 سيتم دعم النظام والتطبيقات ل 36 شهراً من تاريخ إصدار النظام .

## إصدار التوزيع العام 1 GDR1 (بورتوريكو)
تم إصدار تحديث صغير في ديسمبر 2012 سمي بـGDR1 ورمز إليه بالإسم بورتوريكو شمل بعض التحسينات في عمل النظام وإصلاح لبعض المشاكل
وتحسينات في الرسائل النصية القصيرة وتحسين عمل تقنية البلوتوث وتحسين عمل الـWi-Fi .